# Monstru

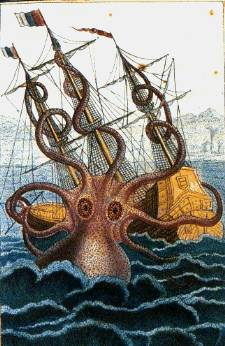
Kraken

În mitologie, un monstru este o creatură formată din părți ale unor animale diferite sau din unele părți de om și altele de animal, care este în general considerat înfricoșător sau deranjant datorită aspectului său nenatural și bizar. În alt context, acest cuvânt poate să se refere și la o persoană care se naște cu anomalii fizice. Monștrii nu sunt neapărat creaturi amorfe sau deformate de origine biologică, deoarece pot fi, de asemenea, de origine supranaturală sau paranormală.
Un exemplu de astfel de creatură, a cărei existență este incertă și controversată, este monstrul din Loch Ness, care își are originea încă în Evul Mediu.
În cultura populară, exemple de monștri iconici sunt vampirii, vârcolacii, zombii, Wendigo și monstrul lui Frankenstein.